# L'amore stregone (film 1986)
L'amore stregone (El amor brujo) è un film del 1986 diretto da Carlos Saura.